# Місце злочину: Мистецтво війни
Місце злочину: Мистецтво війни (нім. Tatort: Die Kunst des Krieges) — австрійський детективний фільм. Є епізодом телесеріалу «Місце злочину». Прем'єра відбулася 4 вересня 2016 року.